# Пронинское сельское поселение (Тверская область)
Пронинское сельское поселение (карел. Proninan kyläkunda) — упразднённое муниципальное образование в составе Весьегонского района Тверской области России.
Административный центр — деревня Пронино.
Образовано в 2005 году, включило в себя территорию Чернецкого сельского округа.
Законом Тверской области от 17 апреля 2017 года № 26-ЗО, Пронинское сельское поселение было упразднено и включено в Ивановское сельское поселение.

## География
- Общая площадь: 108,4 км²
- Нахождение: юго-восточная часть Весьегонского района.
  - Граничит:
    - на севере — с Ивановским СП
    - на востоке — с Чамеровским СП
    - на юге — с Краснохолмским районом, Мартыновское СП
    - на западе — с Кесемским СП

Главная река — Кесьма.

## Экономика
Основные хозяйства: колхоз «Родина» и СПК «Трудовик».

## Население
| 2010 | 2011 | 2012 | 2013 | 2014 | 2015 | 2016 |
| ---- | ---- | ---- | ---- | ---- | ---- | ---- |
| 492  | ↘489 | ↘455 | ↘428 | ↘409 | ↘401 | ↘392 |
| 2017 |      |      |      |      |      |      |
| ↘379 |      |      |      |      |      |      |

Национальный состав: русские и тверские карелы.

## Населенные пункты
На территории поселения находилось 24 населённых пункта.
На территории поселения находятся следующие населённые пункты:
| №  | Тип нп | Название             | Население (2008 год) |
| -- | ------ | -------------------- | -------------------- |
| 1  | дер.   | Пронино              | 166                  |
| 2  | дер.   | Барское Александрово | 1                    |
| 3  | дер.   | Борщево              | 28                   |
| 4  | дер.   | Бронниково           | 0                    |
| 5  | дер.   | Высокое              | 2                    |
| 6  | дер.   | Вялье                | 0                    |
| 7  | дер.   | Горка                | 0                    |
| 8  | дер.   | Данилково            | 0                    |
| 9  | дер.   | Комлево              | 7                    |
| 10 | дер.   | Кузьминское          | 14                   |
| 11 | дер.   | Медянки              | 14                   |
| 12 | дер.   | Мотаево              | 21                   |
| 13 | дер.   | Петровское           | 1                    |
| 14 | дер.   | Поповка              | 4                    |
| 15 | дер.   | Романцево            | 22                   |
| 16 | дер.   | Савёлово             | 16                   |
| 17 | дер.   | Селиваново           | 17                   |
| 18 | дер.   | Столбищи             | 119                  |
| 19 | дер.   | Тарачево             | 11                   |
| 20 | дер.   | Тебеньки             | 4                    |
| 21 | дер.   | Ушаково              | 0                    |
| 22 | дер.   | Хмельнево            | 10                   |
| 23 | дер.   | Чернецкое            | 91                   |
| 24 | дер.   | Шенское              | 1                    |

### Упраздненные населенные пункты
В 1999 году исключена из учетных данных деревня Баранково.

Ранее исчезли деревни: Выдреницы и Ручьи.

Деревня Волотово присоединена к деревне Пронино.

## История
В XIX — начале XX века деревни поселения относились к Кесемской и Телятинской волостям Весьегонского уезда Тверской губернии.

В 1930-40-е годы на территории поселения существовали Пронинский, Чернецкий и Мотаевский сельсоветы Овинищенского района Калининской области. С 1956 года территория поселения входит в Весьегонский район.